# Карцевский, Сергей Осипович
Сергей Иосифович Карцевский (фр. Serge Karcevski, чеш. Sergej (Josifovič) Karcevskij; 28 августа 1884, Тобольск — 7 ноября 1955, Женева) — русский языковед. Один из активных деятелей Женевской лингвистической школы, участник Пражского лингвистического кружка.
С 1907 политический эмигрант, жил в Женеве, где изучал лингвистику у Ш. Балли и А. Сеше. В 1917 приехал в Москву, в 1919 уехал в Прагу. В 1927 защитил диссертацию в Женевском университете и получил там место приват-доцента, а затем и профессора. Инициатор создания (1940) и вице-президент (1941—1950) Женевского лингвистического общества.
Председатель Союза советских граждан Швейцарии. В 1955 получил разрешение на въезд в СССР и начал готовиться к отъезду, но умер за полгода до намеченного срока.
Рукописи научных трудов Карцевского были переданы в Комиссию по истории филологических наук при Отделении литературы и языка АН СССР.

## Основные публикации
- Язык, война и революция. Берлин, 1923. — 72 с.
- Système du verbe russe: Essai de linguistique synchronique. Prague, 1927.
- Повторительный курс русского языка. М., 1928.
- Об асимметричном дуализме лингвистического знака // Звегинцев В. А. (сост.). История языкознания XIX—XX вв. в очерках и извлечениях, ч. 2, М., 1965.
- Introduction à l'étude de l’interjection // Cahiers Ferdinand de Saussure, 1941, № 1.
- Sur la parataxe et la syntaxe en russe // Cahiers Ferdinand de Saussure, 1948, № 7.
- Карцевский С. И. Из лингвистического наследия. Сост., вступит. статья и комментарии И. И. Фужерон. М.: Языки славянской культуры. Том 1, 2000. Том 2, 2004.